# Francesco Castagnola
Francesco Castagnola (Napoli, XIV secolo – Genova, 15 novembre 1385) è stato un cardinale italiano.

## Biografia
Nacque a Napoli, figlio di Paolo Castagnola.
Divenne protonotario apostolico; fu creato cardinale diacono nel concistoro del 17 dicembre 1384 da papa Urbano VI ma non ricevette mai una diaconia.
Morì il 15 novembre 1385 a Genova e fu sepolto in quella città.